# Кронверкская куртина Петропавловской крепости
Кронверкская куртина — памятник архитектуры. Расположен в Петропавловской крепости, соединяет бастионы Головкина и Меншикова. Название дано в связи с тем, что куртина обращена к Кронверку.
Изначально все куртины крепости были земляными, в кирпиче их стали перестраивать с 1706 года, перестройка этой куртины прошла в 1708—1709 годах.
Казематы куртины (изначально — 21) использовались как темницы, в частности, здесь держали декабристов П. И. Пестеля, К. Ф. Рылеева, С. И. Муравьёва-Апостола, П. Г. Каховского, М. П. Бестужева-Рюмина. В конце XIX—начале XX века двухъярусные казематы перестроили в одноярусные, изменили у них оконные проёмы.
Куртина прорезана Кронверкскими воротами. Под их аркой был вход в кордегардию. В куртине были расположены Инвалидная и Артиллерийская роты крепостного гарнизона, Комплектный и Сводный пехотный батальоны.
Во время Великой Отечественной войны в куртину попала авиабомба, и помещения были закрыты для посетителей. С 1961 году помещения использовал Ленинградский монетный двор, частично приспособивший их под производство, частично законсервировавший. Реставрация внешних стен и кровли прошла в 2008 году, реставрация казематов шла в 2020—2021 годах, отдельные помещения были открыты для мастер-классов для посетителей ещё до её завершения.